# Zsolt Kalmár
Dans le nom hongrois Kalmár Zsolt, le nom de famille précède le prénom, mais cet article utilise l’ordre habituel en français Zsolt Kalmár, où le prénom précède le nom.
Zsolt Kalmár, né le 9 juin 1995 à Győr, est un footballeur international hongrois. Il joue au poste de milieu de terrain au Fehérvár FC.

## Biographie

### Carrière en club

#### Győri ETO FC
Kalmár commence sa carrière professionnelle au Győri ETO FC où il joue 23 matches de championnat et fait partie de l'équipe gagnante de l'édition 2012-2013 du championnat de Hongrie.

#### RB Leipzig
En juillet 2014, il rejoint le RB Leipzig, et y signe un contrat de cinq ans. Il fait ses débuts en 2. Bundesliga en tant que remplaçant lors d'une victoire 1-0 à domicile contre le FC Erzgebirge Aue.

### Carrière internationale
Kalmár participe au championnat d'Europe des moins de 19 ans 2014 organisé dans son pays natal.
Il fait ses débuts en équipe nationale le 22 mai 2014, en tant que remplaçant contre le Danemark. Il est titularisé pour la première fois dans un match amical contre la Russie.

## Palmarès
- Champion de Hongrie en 2013 avec Győri ETO
- Vainqueur de la Supercoupe de Hongrie en 2013 avec Győri ETO